# Hapalochlaena fasciata
Hapalochlaena fasciata är en bläckfiskart som först beskrevs av William Evans Hoyle 1886.  Hapalochlaena fasciata ingår i släktet blåringade bläckfiskar, och familjen Octopodidae. Inga underarter finns listade i Catalogue of Life.